# 毛利元次
毛利 元次（もうり もとつぐ）は、周防国徳山藩3代藩主。就隆系毛利家3代目当主。初代藩主・毛利就隆の三男。母は側室・性雲院。正室は関長政の養女（森長継の娘）。継室は松平頼隆の娘。側室に蓮性院、良寿院など多数。弟に元賢。子に元尭（次男）、広豊（三男）、娘（内田正偏正室）、娘（稲葉正恒正室）、娘（毛利元連室）。幼名は亀之助。官位は従五位下、飛騨守。

## 経歴
寛文7年（1667年）11月18日に京都で生まれる。母の性雲院（銀子）は京都の紺屋の娘で、毛利就隆の継室である禅海院（中川重政の娘）に仕えていた。このように元次は庶子だったため、家臣の永井家の子として京都で育てられた。初名を永井賢富、次いで永井賢充と名乗る。
延宝5年（1677年）、父の計らいで家老として藩に迎えられ、貞享4年（1687年）には異母弟で2代藩主である元賢から屋敷を与えられた。元禄3年（1690年）、元賢が若死にすると、その養嗣子として跡を継いだ。実際には元賢の庶兄だが、生年を寛文11年（1671年）と偽り、庶弟として養嗣子となっている。この時、本家の萩藩は元次ではなく、長府藩主・毛利綱元の次男である毛利匡英を徳山藩主に擁立しようとしていたとされる。

### 徳山藩3代藩主
就隆は晩年の十数年間江戸に滞留して直接政務を執れず、元賢は幼少で封を継いでいたため、元次が藩主となった頃は高禄家臣の権勢が強くなっていた。そこで翌元禄4年（1691年）6月25日に藩主として初めて徳山に入部した元次は、藩政改革として衣類定や家中諸法度といった法制を整備するとともに、藩主の実権強化に乗り出した。手始めとして、同年7月28日、萩藩からの付家老で1300石を知行する次席家老の神村隆忠を、妻が百姓家の裏山から木を5本盗んだという理由により閉門に処し、10月25日には知行のうち600石を召し上げた上で隆忠を隠居させた。これによって12月には神村家の一族は追われるように徳山を立ち退いて広島へと移り、徳山藩次席家老の神村家は断絶した。同じく萩藩からの付家老で1700石を知行する筆頭家老の桂賢恒も元禄6年（1693年）12月に隠居させられ、徳山藩筆頭家老の桂家も断絶することとなる。元次が桂・神村の両家を断絶させた理由として、『徳山略記』では、藩主となる以前の元次に対して同輩以下の扱いをしていたことや、毛利匡英擁立を図ったことを挙げている。元次が藩主就任早々、萩藩からの付家老の家を断絶させたことは、付家老を通じて徳山藩へ意向を反映させようとした萩藩に対する拒絶姿勢を示すものであった。
元次は、かつて『塩鉄論』を読んで、この書が経国済民に有益であると知り、かねて私淑していた京都の伊藤仁斎の子・伊藤東涯に依頼して、訓点を加えて世に刊行した。また、宇都宮遯庵・桂方直・長沼玄珍・林義端ら当代一流の学者を招き、優遇した。藩政にも大いに文教を取り入れ、就隆以来の制度を整え、徳山の本町筋の町名を定め、城下町の発展にも種々画策するところがあった。居館の傍らには学問所を兼ねた遊息の場として棲息堂を建て、また松屋の亭を設け、「松屋十八景」を選んだ。また、自ら遠石八幡宮と遠石町のことを叙して、『遠石記』を作り、桂方直に『松屋十八景記』、長沼玄珍に『徳山府記』を作らせ、更に関係の詩文を集めて『徳山名勝』及び『徳山雑吟』を刊行した。
折りしも、本家萩藩において藩主毛利吉広が死去し、輝元系が断絶した際に、血筋的には最も吉広に近かったが、家臣永井氏の養子となって毛利氏から外れていた時期があったために後継者候補から外され、秀元系の吉元が藩主となった。これ以前、元賢が死去した際に長府藩が徳山藩主の後継者に秀元系の人物を押し込もうとしていたこともあり、徳山藩と秀元系の長府藩や萩藩との確執が決定的となる（「毛利重就」吉川弘文館）。

### 徳山藩改易
正徳5年（1715年）に万役山事件を引き起こして本家の萩藩と対立し、この騒動が原因で幕府の命令により、翌年に徳山藩は改易されて萩藩に一時編入され、元次は身柄を出羽新庄藩に移された。
その後、奈古屋里人ら元の家臣団の尽力、また萩藩主の吉元も元次の隠居は要求したが改易は想定外で、再興を幕府に願い出たこともあり、元次の次男・元堯が享保4年（1719年）5月に藩主となることを許されて徳山藩が再興された。しかし、元次は流罪中に病にかかっており、同年11月19日に高輪の二本榎下邸において死去した。享年53。法号は曹源院殿性海滴水大居士。同年11月21日に青松寺（現在の東京都港区愛宕）に葬られ、享保5年（1720年）1月には元次の遺髪が徳山に到着し、大成寺の徳山毛利家墓所に納められた。

## 人物
元次は剛毅にして果敢、文武両道に秀でていたが、気性の激しい人物であった。また、明敏で好学の聞こえが高く、文化人として優れており、将軍・徳川綱吉の教書講釈にもしばしば列席し、その詩文は上皇の上覧に入れたことがあると伝えられている。また、著作に「遠石記」、「徳山名勝」、「徳山雑吟」など多数あり、「棲息堂」という学問所も創設している。また、信仰心にも篤く、朝夕に座して太華山頂の不動尊を遥拝していた。遥拝の際に座った石が、現在も徳山動物園内に「遥拝石」として残されている。

## 系譜
- 父：毛利就隆（1602-1679）
- 母：性雲院（?-1705） - 名は銀子。京都の紺屋の娘。元は就隆の継室・禅海院の侍女。宝永元年12月21日（1705年1月16日）没。
- 正室：瑞雲院（1641-1693） - 森長継の娘、関長政の養女。元禄6年8月6日（1693年9月5日）に江戸三田邸で死去。享年53。白金台の瑞聖寺に葬られる。戒名は瑞雲院殿亨岩全祥大姉。
  - 長男：毛利主計（1691-1695） - 元禄4年10月30日（1691年12月19日）に江戸三田邸において出生。元禄8年10月6日（1695年11月12日）に江戸三田邸において死去。享年5。戒名は唯心院殿遠離是観禅公子。青松寺に葬られる。
  - 長女：逸子（1693-1695） - 元禄6年6月12日（1693年7月14日）に江戸三田邸において出生。元禄7年12月21日（1695年2月4日）に三田邸において死去。享年2。戒名は長光院殿善応映珠禅公女。青松寺に葬られる。
- 継室：松平頼隆の娘（?-?） - 元禄9年（1696年）12月7日に元次との縁組が認められ、元禄10年（1697年）4月1日に元次と婚姻したが、元禄13年（1700年）5月13日に離縁。
- 側室：蓮性院（?-1717） - 名は宮内。享保2年3月23日（1717年5月4日）に死去。
  - 次男：毛利元堯（1702-1721） - 徳山藩4代藩主。
  - 五女：幸子（1704-1762） - 厚狭毛利家当主・毛利元連の正室。初名は辻子、元子。宝永元年10月16日（1704年11月13日）に徳山において出生。宝暦12年7月4日（1762年8月23日）に萩において死去。享年59。戒名は定光院殿月巌慧明大姉。徳山の大成寺に葬られる。
- 側室：良寿院（?-1749）　- 名は津礼子。寛延2年1月30日（1749年3月18日）に死去。
  - 三男：毛利広豊（1709-1773） - 異母兄・毛利元堯の養子となり、徳山藩5代藩主となる。
- 家女房：左津子（竹浦）
  - 次女：百子（1698-1749） - 下総小見川藩主・内田正偏の正室。初名は虎子。元禄11年4月1日（1698年5月10日）に徳山において出生。寛延2年10月18日（1749年11月27日）に江戸日ヶ窪邸において死去。享年52。戒名は源霽院殿啓誉超旭悟真大姉。江戸浅草の龍宝寺に葬られる。
- 家女房：右近
  - 三女：春子（1701-1702） - 元禄14年4月10日（1701年5月17日）に渋谷下邸において出生。元禄15年6月8日（1702年7月2日）に死去。享年2。戒名は花陰涼散童女。江戸三田の玉鳳寺に葬られる。
- 家女房：美喜子
  - 四女： 喜久子（1703-1726） - 山城淀藩主・稲葉正恒の正室。元禄16年9月20日（1703年10月30日）に江戸三田邸において出生。享保11年7月22日（1726年8月19日）に江戸で死去。享年24。戒名は霊照院殿心月珠泉大姉。江戸湯島の麟祥院に葬られる。